# Braybrooke
Braybrooke est une paroisse civile et un village du Northamptonshire, en Angleterre.